# 卡拉海鯰
卡拉海鯰為輻鰭魚綱鯰形目海鯰科的其中一種，分布於東大西洋區，從茅利塔尼亞至安哥拉海域，棲息深度15-75公尺，體長可達83公分，棲息在沿海及河口區，底棲性魚類，屬肉食性，以底棲性無脊椎動物為食，雄魚會以口孵卵，具毒棘，可做為食用魚。